# Октябрьский округ (Липецк)
Октя́брьский о́круг — один из территориальных округов города Липецка. Расположен жилым массивом большей частью на правом берегу реки Воронеж, а также на левом. Население — ↘205 854 человек (2021 г.).
Является самым населенным территориальным округом Липецка.

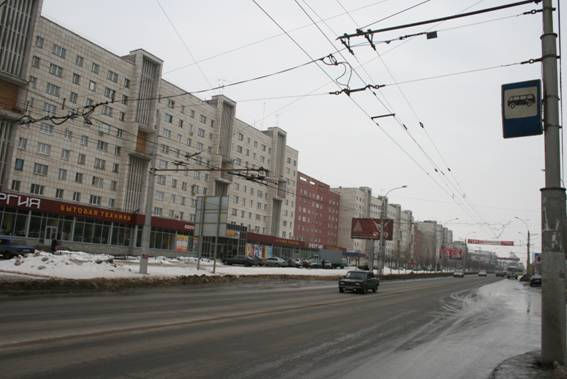
проспект Победы в Липецке

15 августа 1985 года появился новый Октябрьский административный район. Он включил в себя часть территорий Советского (проспект Победы и прилегающие улицы, новые микрорайоны на юго-западе города, район Манежа, Дикое, Коровино) и Левобережного (Тракторный и Заречье) районов города. В 1994 году административно-территориальное деление Липецка было упразднено и все внутригородские районы преобразованы в территориальные округа.
Включает в себя микрорайоны вдоль проспекта Победы, Коровино, Манеж, новые микрорайоны на юго-западе города, а также расположенные на левом берегу районы Тракторный, Заречье и Подгорное.
Магистрали общегородского значения — проспект Победы, улица 50 лет НЛМК, улица Водопьянова, проспект 60 лет СССР, улица Катукова, улица Неделина, Краснозаводская улица, улица Ильича.
Основные площади — площадь Танкистов, Кольцевая площадь, площадь Загорского, Рыночная площадь площадь Клименкова.
Границы округа установлены Постановленим Главы администрации г. Липецка от 18 февраля 2005 г. N 147. Граница Октябрьского округа проходит от Октябрьского моста по оси р. Воронеж до Петровского моста (не включая его), далее по ул. Неделина (нечетная нумерация домов) до пересечения с Каменным Логом и по тальвегу Каменного Лога до пересечения с ж/д веткой в районе ул. Московской. Далее по ж/д ветке, не включая её, до ул. Минской. Затем, по ул. Минской, исключая её, с переходом на автодорогу Хлевное-Липецк, далее по внешним границам Липецкого городского округа до развилки автодороги Липецк - Усмань, по техническому коридору ЛЭП, захватывая весь жилой массив ЛТЗ, далее по границе промышленной зоны НЛМК и ЛТЗ до Октябрьского моста, с включением его в территорию Октябрьского округа.
Октябрьский комитет по работе с населением (администрация округа) расположен на улице Механизаторов, 15.

## Население
| 2002     | 2009     | 2010     | 2012     | 2013     | 2014     | 2015     |
| -------- | -------- | -------- | -------- | -------- | -------- | -------- |
| 201 596  | ↗211 174 | ↗213 058 | ↗213 815 | ↗215 593 | ↗216 373 | ↘215 963 |
| 2016     | 2017     | 2018     | 2021     |          |          |          |
| ↗218 192 | ↗218 601 | ↘217 552 | ↘205 854 |          |          |          |

## Промышленность
- ОАО «Липецкий трактор»
- ОАО «ЛИКОНФ» (улица Доватора, 3а)
- ОАО «Липецкхлебмакаронпром» (улица Катукова, 40)
- ОАО «Липецкмолоко» (улица Катукова, 1)

## Основные объекты социальной инфраструктуры
- Автовокзал «Липецк» (пр. Победы, 89)
- Дворец культуры тракторостроителей (Коммунистическая ул., 20)
- Спортивный комплекс «Пламя» (ул. Ильича, 31а)
- Преображенская церковь (ул. Папина, 2)
- Храм всех святых
- Октябрьский рынок (пр. 60 лет СССР, 20б)
- Петровский рынок (ул. Неделина)
- гипермаркет Metro Cash&Carry (ул. 50 лет НЛМК)
- гипермаркет «Карусель» (ул. Катукова, 11)
- гипермаркет «Ашан» (ул. Эдуарда Белана)
- гипермаркет «Линия» (пр. 60 лет СССР)

## Сады и парки
- Парк Победы
- Молодёжный парк